# Syndyas tomentosa
Syndyas tomentosa är en tvåvingeart som beskrevs av Smith 1969. Syndyas tomentosa ingår i släktet Syndyas och familjen puckeldansflugor. Inga underarter finns listade i Catalogue of Life.